# 増一阿含経
『増一阿含経』（ぞういちあごんきょう、梵: Ekottarika-āgama）とは、仏教の漢訳『阿含経』の1つ。大衆部所伝。パーリ語経典の「増支部」（アングッタラ・ニカーヤ）に相当するが、内容は異なっている。約520経。大正新脩大蔵経No125。

## 日本語訳
- 『国訳一切経』 （印度撰述部 阿含部 第8-10巻） 大東出版社